# Costas Soukoulis
Costas M. Soukoulis (em grego:  Κώστας Μ. Σούκουλης: Corinto, 15 de janeiro de 1951 — Ames, 14 de março de 2024) foi um físico grego-estadunidense. Foi um cientista sênior do Laboratório Ames e professor da Universidade do estado de Iowa.

## Carreira
Obteve o B.Sc. na Universidade de Atenas em 1974. Obteve um Ph.D. em física na Universidade de Chicago em 1978. De 1978 a 1981 trabalhou no Departamento de Física da Universidade de Virgínia. Recebeu o Prêmio Max Born da Optical Society de 2014. Soukoulis, Pendry e Smith receberam em 2013 do Prêmio James C. McGroddy para Novos Materiais, “por descobertas de metamateriais.” Soukoulis compartilhou com Pendry, Smith, Ozbay e Wegener o Prêmio Descartes de 2005, por contribuições aos metamateriais.

## Pesquisa
Soukoulis e seus colaboradores no Ames Lab/ISU em 1990 e 1994, sugeriram projetos de cristais fotônicos (diamante treliçado e a estrutura da pilha de madeira, respectivamente), que deram as maiores lacunas de banda fotônica omnidirecional. Muitos grupos experimentais em todo o mundo ainda usam sua estrutura de pilha de madeira para fabricar cristais fotônicos em comprimentos de onda ópticos, aumentar a emissão espontânea e produzir nanolasers com baixo limite de limiar. Soukoulis e Wegener demonstram respostas magnéticas e índice negativo de refração em frequências ópticas em metamateriais, que não existem em materiais naturais. Suas outras pesquisas incluem luz e Anderson localization, lasers aleatórios, grafeno e plasmônica.